# Philipp III. (Falkenstein)

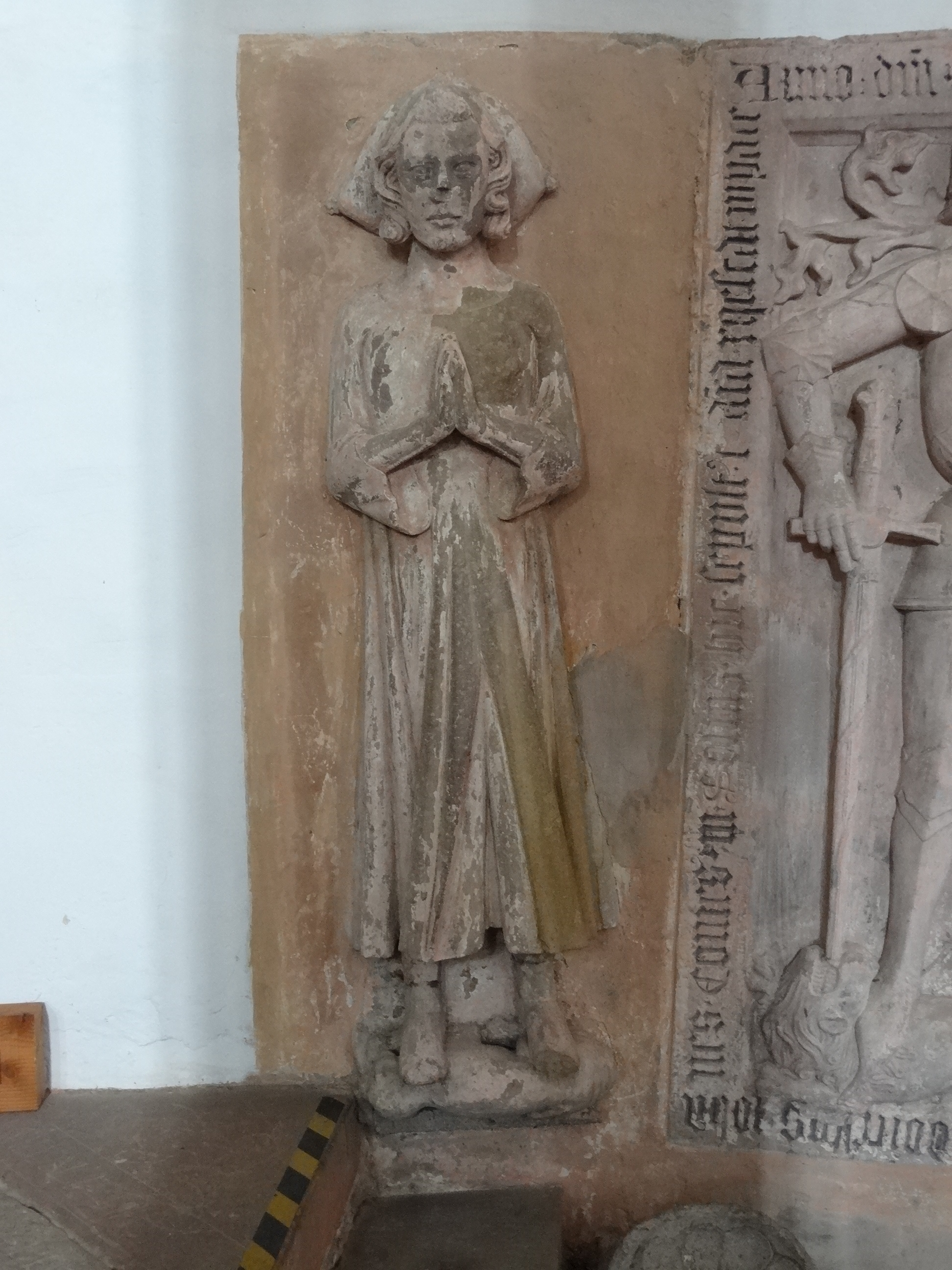
Vermuteter Grabstein Philipps in der evangelischen Marienstiftskirche Lich

Philipp III. von Falkenstein (Licher Linie), (* um 1257, † 9. Februar 1322), Herr von Falkenstein, Herr zu Münzenberg und Lich, war der Sohn des Werner I. von Falkenstein, Herr zu Münzenberg und Falkenstein, der die Licher Linie der Falkensteiner begründete, und dessen Frau Mechtild von Diez (* um 1238; † 3. Dezember 1288).

## Herkunft
Er entstammte dem ursprünglich auf der Reichsburg Falkenstein im Donnersbergkreis in der Pfalz beheimateten Geschlecht der Bolanden-Falkensteiner, die nach 1255 Teile der Münzenberger Erbschaft in der Wetterau erhalten hatten.

## Herrschaft
Bereits 1295 – nach einer weiteren Teilung der Münzenberger Erbschaft – hatte sein Vater Werner I. seinen Sitz abseits der Münzenburg im nahegelegenen Lich genommen; Philipp ließ hier zur Sicherung des Überganges des Flüsschens Wetter an der den Ort kreuzenden Straße Lange Hessen eine große Wasserburg errichten. In Diensten des römisch-deutschen Königs Albrecht I. stehend erhob dieser mit Urkunde vom 10. März 1300 das bereit 1297 als „oppidum nostrum“ bezeichnete Lich zur Stadt, ebenso 1313 Kaiser Heinrich VII. das seit 1255 ebenfalls zur Herrschaft der Falkensteiner gehörende ehemals Nüringsche Königstein im Taunus.
Langjährige Streitigkeiten über die Münzenberger Erbschaft mit Ulrich I. von Hanau, insbesondere über die jüdischen Steuern aus Assenheim und Münzenberg, wurden 1304 mit einem Schiedsspruch zuungunsten Philipps III. beendet.

## Familie
Aus seiner ersten, 1287 geschlossenen Ehe mit Mechthild von Eppstein (* um 1269, † 1303), Tochter des Gottfried III. von Eppstein und der Mathilde von Isenburg, entstammen die Kinder:
- Elisabeth († 1. September 1328), verehelicht mit Raugraf Heinrich III. von Neuenbaumburg
- Isengard von Falkenstein (* um 1280, † um 1326), verehelicht mit Luther von Isenburg-Grenzau
- Werner von Falkenstein († um 1309)
- Ulrich II. († um 1307)
- Philipp IV. (* um 1272, † 1312), verehelicht um 1294 mit Adelheid von Rieneck

In zweiter Ehe war er ab 1303 verheiratet mit Luckard(e) von Isenburg († um den 11. Oktober 1309), einer (illegitimen) Tochter des Ludwig I. von Isenburg von Cleeberg, Burggraf von Gelnhausen; dieser Ehe entstammten die Kinder:
- Elsa († um 1317)
- Kuno II. von Falkenstein-Münzenberg († 14. Mai 1333); verheiratet mit Anna von Nassau-Hadamar, Tochter des Grafen Emich I. von Nassau-Hadamar († 1329), in zweiter Ehe mit Imagina von Bickenbach († 1367)

In dritter Ehe war er ab dem 11. Oktober 1309 kinderlos verheiratet mit Mechthild von Hessen  (* um 1267, † nach 1332), Witwe des Grafen Gottfried VI. von Ziegenhain, Tochter des Landgrafen Heinrich I. von Hessen und der Adelheid von Braunschweig, und Urenkelin der Heiligen Elisabeth von Thüringen.
Die meisten Gräber der Licher Linie der Falkensteiner befinden sich in der Marienstiftskirche Lich.